# Der Germinator
Der Germinator ist eine seit dem Jahr 2019 auf dem deutschen Fernsehsender DMAX ausgestrahlte Doku-Soap, die bis zur vierten Staffel unter dem Titel Der Germinator – Ein deutscher Cop in Texas und ab der fünften Staffel unter dem Titel Der Germinator – Einsatz in Florida ausgestrahlt wird. Seit der sechten Staffel wird die Serie nur noch unter dem Titel Der Germinator ausgestrahlt und die Geschehnisse finden an wechselnden Orten (Staffel 6 und 7), hauptsächlich jedoch in New Mexico (ab Staffel 8 ausschließlich) statt. Die Produktion erfolgt im Auftrag von DMAX durch die Fabiola GmbH. Sprecher in Staffel 1 ist Jürgen Kluckert, in Staffel 2 Michael Koslar und in Staffel 3 sowie 4 Simon Jäger.

## Inhalt

### Der Germinator – Ein deutscher Cop in Texas
Die Doku-Soap Der Germinator – Ein deutscher Cop in Texas handelt hauptsächlich von dem deutschen Auswanderer Manfred Gilow, der als der Chief of Police (Polizeichef) in der texanischen Kleinstadt Hawkins tätig ist. Er wird bei seinen Einsätzen und dem täglichen Kontakt mit Bürgern und Freunden begleitet. Weitere Protagonisten sind seine damaligen Polizeikollegen und deren Erlebnisse im Polizeidienst. Bei den Einsätzen handelt es sich meistens um Verkehrskontrollen, Unfälle und Drogendelikte, vereinzelt aber auch Verbrechen wie Diebstählen bis hin zu Gewalttaten mit Toten. Teilweise gibt es auch private Einblicke in das Leben von Manfred Gilow, fernab seines polizeilichen Alltags. Zu sehen ist er dann etwa beim Campen mit seiner Frau, als Schauspieler bei einem Dreh für einen Kurzfilm oder als Besucher eines Rodeos.

### Der Germinator – Einsatz in Florida
Nach dem vorläufigen Ende seiner Karriere als Polizist wird Gilow zusammen mit seiner Frau Janet und einem Freund von den Produzenten der Sendung unter dem Namen Der Germinator – Einsatz in Florida begleitet, wo Gilow ein Grundstück erworben hatte, um sich zur Ruhe zu setzen. Nachdem er bei Ausflügen und Urlaubstouren im Camping-Bus zu sehen ist, wird dann dargestellt, wie diese im Katastrophengebiet Fort Myers die dortige Bevölkerung bei Aufräum- und Wiederaufbauarbeiten unterstützen, nachdem Hurrikan Ian im September 2022 mit Windgeschwindigkeiten von bis zu 260 km/h schwere Schäden infolge von Überschwemmungen durch meterhohe Flutwellen und enorme Regenfälle verursacht hatte.

### Der Germinator – Einsatz in New Mexico
In dieser Staffel kehrt Gilow nach einem Jahr Auszeit wieder als Polizist zurück. Sein neues Einsatzgebiet ist zunächst der etwa 1000 Einwohner zählenden Ort Estancia und später Española in New Mexico. Dort begleitet er Police Officer der dortigen Departments bei ihren Einsätzen.
In der 7. Staffel unterstützt Gilow erneut die Deputys im Rio Arriba County in New Mexico, erhält in den Folgen 9–12 aber auch die Möglichkeit im schnellbedeckte San Miguel County im US-Bundesstaat Colorado die Arbeit des dortigen Sheriffs Office zu begleiten.
Für Staffel 8 ist der Germinator erneut Teil des Teams um Sheriff Billy Merryfield in Espaniola.

## Drehort
Hauptdrehort war von Staffel 1–4 das Einsatzgebiet des Hawkins Police Department der texanischen Kleinstadt Hawkins, in Staffel 5 Fort Myers in Florida. In Staffel 6 stehen der Ort Estancia und Española in New Mexico im Mittelpunkt. Für Staffel 7 kehrt Gilow nach Espaniola zurück, die Staffel endet allerdings im San Miguel County in Colorado. Ab der 8. Staffel spielen sich die Folgen ausschließlich im Rio Arriba County und dessen Hauptstadt Espaniola ab.

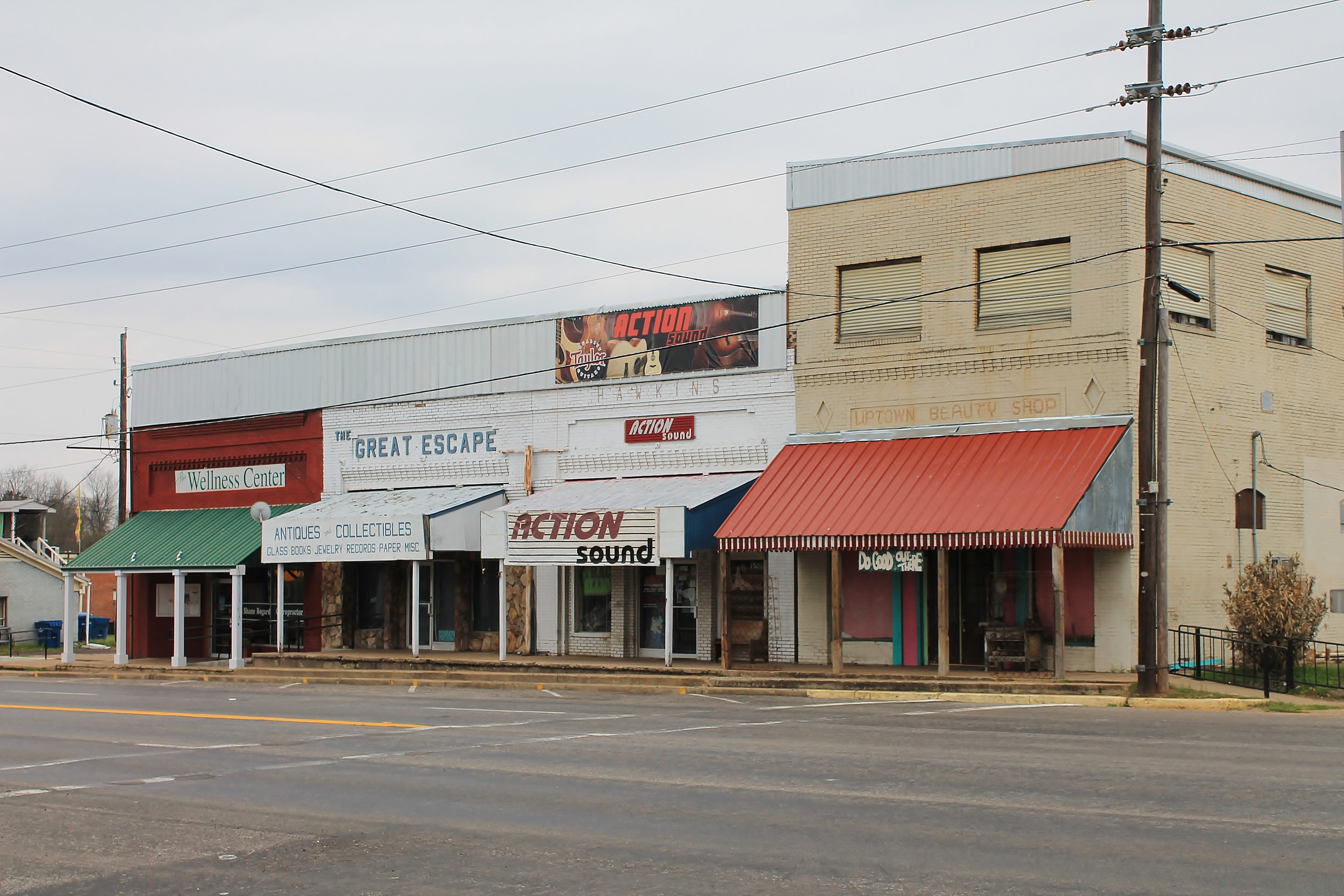
Stadtbild von Hawkins
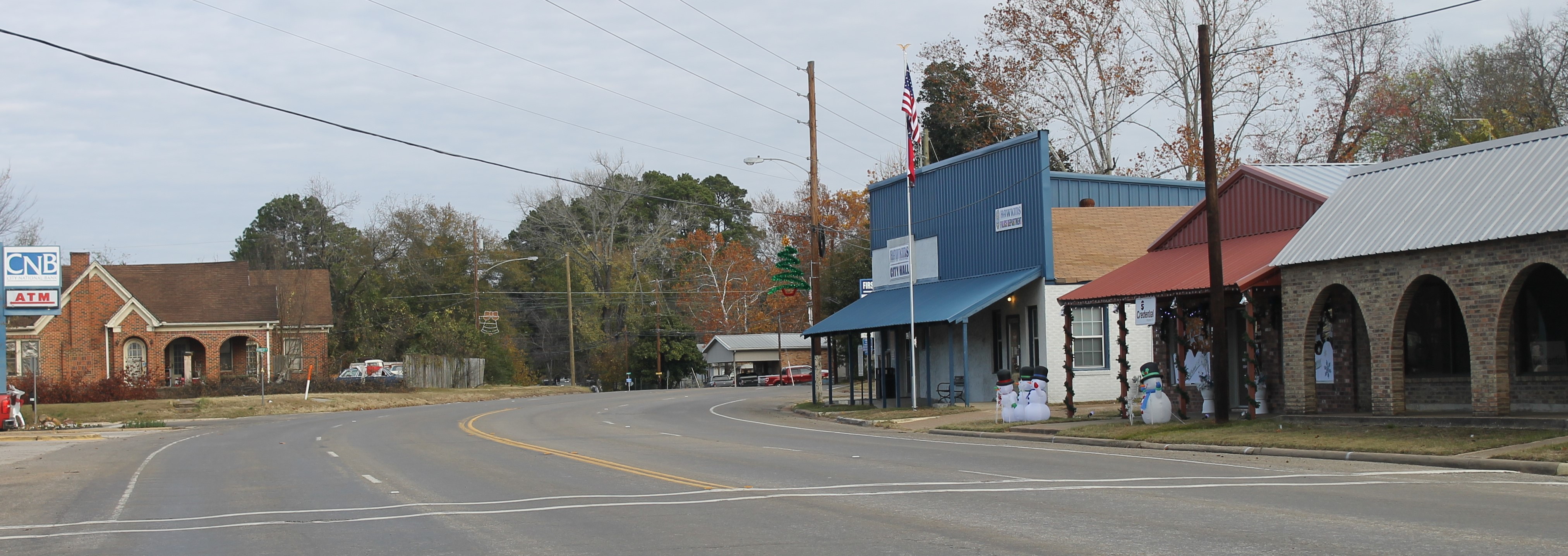
Polizeistation (blaues Gebäude)

## Protagonisten
In Staffel 1 sind Police Sergeant James Hildebrand, der als rechte Hand von Gilow agiert, sowie Police Officer Elli Nicole Hayes und Police Officer R.T. Marr III zu sehen. In Staffel 2 sind diese jedoch, ohne es dem Zuschauer zu erklären, verschwunden und wurden durch Police Officer Eric Tuma und Police Officer Clint Perkins ersetzt. Ebenfalls neu ist Susan Goodman, die von Gilow als Police Secretary eingestellt wurde. In Staffel 3 kommen Adam Newell und James Schaffner als Police Officers neu zum Team. Officer Clint Perkins verlässt zwischen Staffel 2 und 3 die Dienststelle, dies wird in der ersten Folge von Staffel 3 mitgeteilt. In Staffel 4 ist neben Gilow selbst im Wesentlichen Eric Tuma zu sehen. Die vierte Staffel endet mit einem Streit zwischen Manfred Gilow und der Bürgermeisterin von Hawkins sowie dem darauf folgenden Rücktritt Gilows als Chief of Police im Juni 2022.

## Trivia
- Die Kleinstadt Hawkins hat nicht mal 1.500 Einwohner.
- Gilow hatte seinen Dienstwagen von seinem eigenen Geld gekauft, weshalb er ihn auch privat nutzt.
- Gilow wohnte nicht in Hawkins, sondern im 77 Kilometer entfernten Jacksonville.
- Manfred Gilow synchronisiert sich selbst.
- Weil Gilow gern Kraftsport betreibt, hatte er einen Fitnessraum in der Polizeidienststelle von Hawkins eingerichtet.
- In Folge 3 der ersten Staffel ereignet sich nahe Hawkins ein schwerer Verkehrsunfall, zu welchem Police Officer R.T. Marr III und Manfred Gilow alarmiert werden. Ein junger Fahrzeuginsasse stirbt, was Gilow sehr bewegt, da sich die Mutter des Verstorbenen schwere Vorwürfe macht und ihn dazu veranlasst, ihr Trost zu spenden.
- Die ehemaligen Streifenwagen des Hawkins Police Department, 4× Ford Crown Victoria P71 (Police Interceptor), darunter der Dienstwagen von Sergeant James Hildebrandt, welcher in der ersten Staffel häufig zu sehen ist, wurden Ende 2020 von einem Mitglied des deutschen Police-Car Vereins der Bavarian Highway Patrol e.V. aufgekauft und nach Deutschland/Bayern exportiert, was in der 8. Folge der zweiten Staffel zu sehen ist.
- Am 16. September 2021 um 16:30 erschoss Police Officer Newell in Notwehr eine Angreiferin die mit einer Art Astsäge auf ihn zukam und auch zuvor mit dem Taser nicht zu stoppen war, wie aus der Body Camera des Beamten zu sehen war. Dieser Vorfall passierte noch während der Dreharbeiten zur 3. Staffel, wurde aber erst später, wohl nach Beratung, in Folge 2 der 4. Staffel ausgestrahlt, dabei wurde weitgehend noch der Abspann von Staffel 3 verwendet. Dieser Folge wurde ein Warnhinweis vorausgestellt und der tödliche Vorgang durch Schwarzbild für die Zuschauer abgemildert.
- Nachdem die Forderung von Gilow für eine höhere Bezahlung der Polizeibeamten vom Stadtrat abgelehnt worden war, trat dieser als Chief of Police zurück. Laut eigenen Angaben war dies jedoch nur der Tropfen, der das Fass zum Überlaufen brachte.[9]
- Nach dem Rücktritt von Gilow erhöhte die Stadt Hawkins den Stundensatz der Polizeibeamten von $15 auf $20.[10]
- Kurz nach seinem Rücktritt in Hawkins stirb Susan Goodman (Police Secretary), was Gilow sehr mitnimmt.
- Gilow hat in Florida ein Haus mit Grundstück gekauft und wohnt seit seinem Rücktritt als Chief of Police dort.
- Vor der Veröffentlichung der 8. Staffel kommt im April 2025 Sheriff Billy Merrifield des Rio Arriba County aus bisher ungeklärten Umständen ausserhalb des Dienstes um Leben.